# Samuel Kempenskiöld
Samuel Kempenskiöld, ursprungligen Kempe, född 1599, död 1670, var en svensk ämbetsman.
Efter skoltjänstgöring i Nyköping och Strängnäs blev Kempenskiöld referendariesekreterare i Kungliga kansliet och var 1640–51 sekreterare i Kammarkollegium. Han adlades 1647 Kempenskiöld och blev 1649 riddarhussekreterare. Kempenskiöld utgav en för skolbruk avsedd Historia Gustavi I (1629).